# ADX General Index
L'indice ADX General est le principal indice boursier de la bourse d'Abou Dabi, et se compose de 65 des principales capitalisations boursières du pays.

## Composition
Au 10 août 2011, l'indice  se composait des titres suivants:
| Symbole     | Société                                           | Poids indiciel | Secteur                    |
| ----------- | ------------------------------------------------- | -------------- | -------------------------- |
| ADAVIATI DH | Abu Dhabi Aviation                                | 0.48 %         | Industrie                  |
| ADCB DH     | Abu Dhabi Commercial Bank                         | 6.02 %         | Finance                    |
| ADIB DH     | Abu Dhabi Islamic Bank                            | 2.82 %         | Finance                    |
| BILDCO DH   | Abu Dhabi National Co for Building Mater          | 0.12 %         | Matériaux                  |
| TAQA DH     | Abu Dhabi National Energy                         | 2.72 %         | Services aux collectivités |
| ADNH DH     | Abu Dhabi National Hotels                         | 0.9 %          | Consommation cyclique      |
| ADNIC DH    | Abu Dhabi National Insurance                      | 0.81 %         | Finance                    |
| TKFL DH     | Abu Dhabi National Takaful                        | 0.23 %         | Finance                    |
| ADSB DH     | Abu Dhabi Ship Building                           | 0.15 %         | Industrie                  |
| AGTHIA DH   | Agthia Group                                      | 0.42 %         | Consommation non cyclique  |
| ALAIN DH    | Al Ain Ahlia Insurance                            | 0.22 %         | Finance                    |
| ABNIC DH    | Al Buhairah Insurance                             | 0.8 %          | Finance                    |
| DHAFRA DH   | Al Dhafra Insurance                               | 0.2 %          | Finance                    |
| AFNIC DH    | Al Fujairah National Insurance                    | 0.08 %         | N/A                        |
| AKIC DH     | Al Khazna Insurance                               | 0.08 %         | Finance                    |
| AWNIC DH    | Al Wathba National Insurance                      | 0.24 %         | Finance                    |
| ALDAR DH    | Aldar Properties                                  | 1.25 %         | Finance                    |
| ARKAN DH    | Arkan Building Materials                          | 0.75 %         | Matériaux                  |
| BOS DH      | Bank of Sharjah                                   | 1.36 %         | Finance                    |
| CBI DH      | Commercial Bank International                     | 0.5 %          | Finance                    |
| DANA DH     | Dana Gas                                          | 1.3 %          | Énergie                    |
| DRIVE DH    | Emirates Driving                                  | 0.12 %         | Consommation cyclique      |
| EIC DH      | Emirates Insurance                                | 0.3 %          | Finance                    |
| ETISALAT DH | Emirates Telecommunications                       | 29.34 %        | Télécommunications         |
| FH DH       | Finance House                                     | 0.38 %         | Finance                    |
| FGB DH      | First Gulf Bank                                   | 8.44 %         | Finance                    |
| FOODCO DH   | Foodco Holding                                    | 0.06 %         | Consommation non cyclique  |
| FBICO DH    | Fujairah Building Industries                      | 0.1 %          | Matériaux                  |
| FCI DH      | Fujairah Cement Industries                        | 0.14 %         | Matériaux                  |
| FTC DH      | Fujairah Trade Centre                             | N/A            | N/A                        |
| GCIC DH     | Green Crescent Insurance                          | 0.05 %         | Finance                    |
| GCEM DH     | Gulf Cement                                       | 0.29 %         | Matériaux                  |
| GLS DH      | Gulf Livestock                                    | 0.25 %         | Consommation cyclique      |
| GMPC DH     | Gulf Medical Projects                             | 0.33 %         | Santé                      |
| JULPHAR DH  | Gulf Pharmaceutical Industry-Julphar              | 0.55 %         | Santé                      |
| IH DH       | Insurance House                                   | 0.04 %         | Finance                    |
| ASMAK DH    | International Fish Farming                        | 0.16 %         | Consommation non cyclique  |
| INVESTB DH  | Investbank                                        | 0.68 %         | Finance                    |
| METHAQ DH   | Methaq Takaful Insurance                          | 0.08 %         | Finance                    |
| NBAD DH     | National Bank of Abu Dhabi                        | 11.47 %        | Finance                    |
| NBF DH      | National Bank of Fujairah                         | 1.73 %         | Finance                    |
| RAKBANK DH  | National Bank of Ras Al-Khaimah                   | 2.37 %         | Finance                    |
| NBQ DH      | National Bank of Umm Al Qaiwain                   | 1.18 %         | Finance                    |
| NCTH DH     | National Corp for Tourism & Hotels                | 0.3 %          | Consommation cyclique      |
| NMDC DH     | National Marine Dredging                          | 0.83 %         | Industrie                  |
| OEIHC DH    | Oman & Emirates Investment Holding                | 0.03 %         | Finance                    |
| QTEL DH     | Qatar Telecom                                     | 9.59 %         | Télécommunications         |
| RAKPROP DH  | RAK Properties                                    | 0.25 %         | Finance                    |
| RAPCO DH    | Ras Al Khaima Poultry & Feeding                   | 0.05 %         | Consommation non cyclique  |
| RAKCC DH    | Ras Al Khaimah Cement                             | 0.14 %         | Matériaux                  |
| RAKCEC DH   | Ras Al Khaimah Ceramics                           | 0.47 %         | Industrie                  |
| RAKWCT DH   | Ras Al Khaimah Co For White Cement & Construction | 0.26 %         | Matériaux                  |
| RAKNIC DH   | Ras Al-Khaimah National Insurance                 | 0.14 %         | Finance                    |
| SCIDC DH    | Sharjah Cement & Industrial Development           | 0.11 %         | Matériaux                  |
| SICO DH     | Sharjah Insurance                                 | 0.26 %         | Finance                    |
| NBS DH      | Sharjah Islamic Bank                              | 0.77 %         | Finance                    |
| SOROUH DH   | Sorouh Real Estate                                | 1.13 %         | Finance                    |
| SUDATEL DH  | Sudan Telecommunications                          | 0.56 %         | Télécommunications         |
| QCEM DH     | UMM AL Qaiwain Cement Industries                  | 0.08 %         | Matériaux                  |
| UCC DH      | Union Cement                                      | 0.22 %         | Matériaux                  |
| UNION DH    | Union Insurance                                   | 0.26 %         | Finance                    |
| UNB DH      | Union National Bank                               | 2.94 %         | Finance                    |
| UAB DH      | United Arab Bank                                  | 1.61 %         | Finance                    |
| UIC DH      | United Insurance Company                          | 0.07 %         | Finance                    |
| WAHA DH     | Waha Capital                                      | 0.45 %         | Finance                    |